# Rota (Lied)
Die „Rota“ (bezieht sich auf den Inhaltlichen Aspekt eines Eides – siehe Eidesformel) ist eine der bekanntesten Dichtungen von Maria Konopnicka. Es bezieht sich auf die Unterdrückung beziehungsweise Germanisierung des Polentums durch Preußen.
Die Rota wurde zum ersten Mal 1908 in der Zeitschrift „Przodownicy“ veröffentlicht. Zum ersten Mal öffentlich vorgetragen wurde sie im Jahre 1910 bei den Feierlichkeiten in Krakau zum 500. Jahrestag der Schlacht bei Tannenberg (1410).
Das Gedicht besteht aus vier Strophen. Drei von ihnen bilden einen Kanon zu einem der bekanntesten polnischen patriotischen Lieder mit demselben Titel, zu dem Feliks Nowowiejski die Melodie komponierte.
Ab 1918 war die Rota die Hymne der polnischen Pfadfinder und nach der Restauration der Republik Polen im November 1918 stand sie auch als polnische Nationalhymne zur Debatte. Doch setzte sich das Lied der unter Napoleon Bonaparte um die Freiheit ihres Vaterlandes kämpfenden polnischen Legionen, der Mazurek Dąbrowskiego, durch.
Die „Rota“ wird bis heute auf Versammlungen nationalpatriotischer Gruppierungen, aber auch oft bei Prozessionen zu Fronleichnam gesungen. Die ersten beiden Verse der dritten Strophe sind zu einer der bekanntesten Redewendungen geworden.
In der fünften Zeile der dritten Strophe bezieht sich das „Erklingen des goldenen Hornes“ auf das Werk „Wesele“ (zu Deutsch: Hochzeit) von Stanisław Wyspiański. Das Horn wird als Symbol zur allgemeinen Anregung zur Aufnahme des polnischen Kampfes genutzt.

## Text
| Polnischer Originaltext |  | Deutsche Übersetzung |
| --- |  | --- |
| 1. Nie rzucim ziemi skąd nasz ród, Nie damy pogrześć mowy, Polski my naród, polski lud, Królewski szczep piastowy. Nie damy, by nas gnębił wróg! Tak nam dopomóż Bóg! 2. Do krwi ostatniej kropli z żył Bronić będziemy ducha, Aż się rozpadnie w proch i w pył Krzyżacka zawierucha. Twierdzą nam będzie każdy próg. Tak nam dopomóż Bóg! 3. Nie będzie Niemiec pluł nam w twarz, Ni dzieci nam germanił! Orężny wstanie hufiec nasz, Duch będzie nam hetmanił. Pójdziem, gdy zabrzmi złoty róg. Tak nam dopomóż Bóg! 4. Nie damy miana Polski zgnieść, Nie pójdziem żywo w trumnę A w Polski imię, na jej cześć Podnosim czoła dumne. Odzyska ziemię dziadów wnuk. Tak nam dopomóż Bóg! |  | 1. Unser Vaterland geben wir nicht auf. Unsere Sprache lassen wir nicht untergehen, Wir sind die polnische Nation, das polnische Volk, der königlichen Piasten Erben. Wir lassen uns nicht vom Feinde quälen. Dazu verhelf uns Gott der Herr! 2. Bis zum letzten Aders Blutstropfen werden wir den Geist verteidigen, Bis sich zu Pulver und Staub zerschlug der Kreuzritter Meute. Jede Schwelle (des Hauses) sei unsere Festungswehr! Dazu verhelf uns Gott der Herr! 3. Der Deutsche wird uns nicht ins Gesicht spucken, Nicht unsere Kinder germanisieren, Auferstehen wird unsere bewaffnete Heerschar, Der Geist wird uns anführen. Wo das goldene Horn erklingt, dorthin brechen wir auf. Dazu verhelf uns Gott der Herr! 4. Wir lassen die Würde Polens nicht erdrücken. Lebendig besteigen wir nicht den Sarg. Und im Namen Polens, und seiner Hochachtung, bieten wir die stolze Stirn Zurückerlangen wird der Enkel der Grossväter Land Dazu verhelf uns Gott der Herr! |